# A pokol hét kapuja
A Pokol hét kapuja (eredeti címén E tu vivrai nel terrore – L'aldilà, angolul The Beyond) 1981-ben készült színes, olasz giallo horror.

## Történet
Az 1927-es évben járunk. Louisiana állam egy kisvárosában. A város neve: Mandevil. A közeli posványos tavakat csónakokban helyi parasztok szelik át, hogy csatlakozván társaikhoz brutális kegyetlenséggel megöljenek egy Schweick (Antoine Saint-John) nevű festőt, aki éppen azon van, hogy megmentse a várost és lakóit. A szerencsétlen férfit először vasláncokkal ütik, majd kiszögezik annak a hotelnak a pincéjében ahol lakott. De még ez sem elég. A kiszögelés után testét és arcát oltott mésszel öntik le, majd befalazás után otthagyják.

David Warbeck mint Dr. John McCabe

1981-ben egy Liza Merill (Catriona MacColl) nevű fiatal hölgy megörökli a szállodát nagybátyjától és amennyire anyagi helyzete engedi, nekikezd az épület felújításának, nem tudván, hogy ezzel a pokol hét kapujának egyikét nyitja meg. Nem sokkal azután, hogy nekilátnak a munkálatoknak, Larry (Anthony Flees) az egyik festő-mázoló lezuhan a festéshez használt állványról és súlyos sérülést szenved. Rövid idő elteltével Joe, (Giovanni De Nava) a vízvezeték-szerelő szerencsétlenségére kibontja a falat, mely mögött Schweick van. Liza ezek ellenére sem tántorodik el attól, hogy megnyissa a szállodát. Ezt közli Emilyvel (Cinzia Monreale) is, a vak lánnyal, aki figyelmezteti a veszélyre. 
Közben a város kórházában kegyetlen módon meghal Joe felesége, Mary-Ann (Laura De Marchi). A városban is egyre több rejtélyes dolog történik. Liza látni véli Schweick kifeszített testét, majd menekülés közben Johnba (David Warbeck) ütközik, aki megnyugtatja, hogy nincs semmi baj. A doktor – mint tudós ember –, nem hiszi el Liza történetét, amit Emilytől hallott. Közli is Lizával, hogy a ház, melyben állítólag a vak lány lakik, már több mint ötven éve üres. Mivel azonban mégis gyanakszik valamire, elmegy a régi házba, ahol megtalálja Eibon könyvét, amelyből megtudja, hogy a szálloda a pokol hét kapuinak egyike, valamint azt, hogyan lehet őket megnyitni.

Maria Pia Marsala (Jill), Catriona MacColl (Liza Merill) és David Warbeck (John McCabe) a kórházjelenetek egyikében

Míg a doktor a könyvet olvassa, Martin (Michele Mirabella), Liza ismerőse különös kegyetlenséggel elhalálozik a város könyvtárában, mikor rájön arra, hogy valami nem stimmel az épület tervrajzával. Kis idő múlva Marthát (Veronica Lazar), a takarítónőt öli meg Joe a szállodában, Lizát pedig Arthur (Gianpaolo Saccarola), Martha fia támadja meg a pincében, aki azonban már nincs ott, mikor a nő Johnnal együtt visszatér.
Ekkor megnyílik a pokol kapuja. John és Liza a kórházba menekülnek, ami igencsak rossz ötletnek minősül. Élőhalottak tucatjai támadják meg őket és egy szerencsétlen véletlen miatt el is szakadnak egymástól. John ekkor találkozik a zombik elől bujkáló Harris (Al Cliver) doktorral, akivel eredetileg találkozni akart. Közös menekülésük azonban nem tart sokáig. Harris ugyanis meghal, mikor John belelő egy ablakba. Ezalatt Liza Jillel (Maria Pia Marsala) találkozik és vele együtt csatlakozik Johnhoz. Hármasban próbálnak kijutni a kórházból, de a feltámadt halottakon már nem tudnak áttörni és kénytelenek a hullaházba zárkózni, ahol előbb Jill támad rájuk, majd megjelenik Schweick is. Mivel John fegyvere kiürül, tovább kell menekülniük. Innen a kórház pincéjébe jutnak, mely megmagyarázhatatlan módon a hotel pincéje is. Más lehetőségük nem lévén, belépnek az alvilágba, ahol eltűnnek. Nem számít, melyik irányba fordulnak, ugyanoda jutnak vissza. Végül megvakulnak és eltűnnek.

## Háttér
Lucio Fulci a filmet egy háromfilmes szerződés második részeként készítette el. Az első a Zombik városa, a harmadik pedig a Temetőre épült ház volt. Bár az Élőhalottak városa is a pokol hét kapuinak egyikéről szól, nincs összefüggés a két film között, valamint egyik sem folytatása, illetve előzménye a másiknak. A női főszerepet mindhárom filmben Catriona MacColl játssza.

## Érdekességek
A film történései 1927-ben kezdődnek. Ez évben született a rendező Lucio Fulci. Az akkori jelen 1981 pedig a film kiadási éve. A kezdő fejezetben feltűnik a forgatókönyvíró Dardano Sacchetti, egy későbbi jelenetben pedig a rendező Fulci is. Előző egy parasztot alakít és ő üti meg először Schweicke-t, utóbbi pedig a város könyvtárosát játssza.
Fulci ezt a művet csak mint képek és hangok halmazát készítette. A központi téma a szenvedés és a szereplők küzdelme az életükért. A film művészfilm jellegű alkotás, a kezdő és záró képsorok a film csúcspontjai. Fulci elmondása alapján ezzel a filmmel akarta megcsinálni a tökéletes filmet, melyben nincs logika, hanem csak képek sorozata, de olyan képeké, melyek mindent elárulnak. Fulci ebben a filmben nagyon jól ki tudta használni orvosi tudását.

## Cimváltozatok és bemutatók
| Cimváltozat                             | Ország                    | Bemutatás dátuma  | Egyéb információ                   |
| --------------------------------------- | ------------------------- | ----------------- | ---------------------------------- |
| A pokol hét kapuja                      | Magyarország              | 2007. április 5.  | DVD kiadás címe                    |
| L' Au-delà                              | Kanada                    | N/A               | francia cím                        |
| Über dem Jenseits                       | NDK                       | 1981. április 22. |                                    |
| I 7i pyli tis Kolaseos                  | Görögország               | N/A               |                                    |
| A Casa do Além                          | Brazilia                  | N/A               | videókazetta cím                   |
| L' Aldilà                               | Olaszország               | 1981. április 29. | rövidített változat                |
| And You Will Live in Terror: The Beyond | Olaszország               | 1981. április 29. | Olaszországban megjelent angol cím |
| Eibon – Die 7 Tore des Schreckens       | NDK                       | 1981. április 22. | videókazettán kiadott kópia címe   |
| Geisterstadt der Zombies                | NDK                       | 1981. április 22. | videókazettán kiadott kópia címe   |
| Die Geisterstadt der Zombies            | Németország               | 1998. január 1.   |                                    |
| El Más allá                             | Spanyolország             | N/A               |                                    |
| Seven Doors of Death                    | Amerikai Egyesült Államok | 1983. március     | cenzúrázott változat               |
| Terror nas Trevas                       | Brazilia                  | N/A               |                                    |
| The Beyond                              | nemzetközi                | N/A               | angol cím                          |
| N/A                                     | Dánia                     | 2003. március 30. | NatFilm Fesztivál                  |
| N/A                                     | Franciaország             | 1981. október 14. |                                    |
| N/A                                     | Svédország                | 2002. november 9. | Uppsala Horror Filmfesztivál       |

## Szereplők
| Színész             | Karakter                  | Magyar hang   |
| ------------------- | ------------------------- | ------------- |
| Catriona MacColl    | Liza Merill               | Roatis Andrea |
| David Warbeck       | John MCCabe doktor        | Bozsó Péter   |
| Cinzia Monreale     | Emily                     | Nyírő Eszter  |
| Antoine Saint-John  | Schweick                  | Bordás János  |
| Veronica Lazar      | Martha                    | Grúber Zita   |
| Larry Ray           | Larry                     |               |
| Giovanni De Nava    | Joe, a vízvezeték-szerelő |               |
| Al Cliver           | Harris doktor             |               |
| Michele Mirabella   | Martin Avery              |               |
| Gianpaolo Saccarola | Arthur                    |               |
| Maria Pia Marsala   | Jill                      |               |
| Laura De Marchi     | Mary-Ann                  |               |
| Roberto Dell'Acqua  | Zombi (ablakot összetörő) |               |

## Filmzene
A film zenéjét Fulci egyik állandó munkatársa, Fabio Frizzi készítette.

### Számok
1. Verso l'ignoto
2. Voci dal nulla
3. Suono aperto
4. Sequenza coro e orchestra
5. Oltre la soglia
6. Voci dal nulla (bővített változat)
7. Suono aperto (bővített változat)
8. Giro di blues
9. Sequenza ritmica e tema

## Utóhatások
1988-ban Dárday István és Szalai Györgyi A dokumentátor című, FIPRESCI-díjas művébe bekerültek részletek a filmből, mint a póktámadás jelenetének jelentős része.